# 鳥谷口古墳
鳥谷口古墳（とりたにぐちこふん）は、奈良県葛城市染野（そめの）にある古墳。形状は方墳。奈良県指定史跡に指定されている。
大津皇子（第40代天武天皇皇子）の真墓に比定する説が知られる。

## 概要
奈良盆地西縁、二上山から東に延びる尾根の先端部付近の南斜面に築造された小方墳である。1983年（昭和58年）の溜池（大池）改修工事の採土の際に発見されたのち、発掘調査が実施されている。
墳形は方形で、一辺約7.6メートルを測る。墳丘表面では2段の貼石が認められるほか、墳丘の南面以外の三方には掘割が巡らされる。埋葬施設は横口式石槨で、石槨の主軸を東西方向として南方向に開口する。底石の上に板石を組み立てて、その上に天井石を架けたものになり、石槨の内法は長さ158センチメートル・幅60センチメートル・高さ70センチメートル、開口部は幅40センチメートル・高さ50センチメートルを測る。石材は二上山産の凝灰岩製で、底石および北側石には家形石棺蓋石の未成品が使用される。また石槨の入口側には、羨道状施設の存在が推定される。盗掘に遭っているため石槨内の副葬品は認められていないが、石槨前面付近において須恵器・土師器が検出されている。
築造時期は古墳時代終末期の7世紀後半頃と推定される。被葬者は明らかでないが、第40代天武天皇皇子の大津皇子の真墓とする説が知られる（現墓は二上山山上に治定）。
古墳域は1987年（昭和62年）に奈良県指定史跡に指定された。現在では石槨内への立ち入りは制限されている。

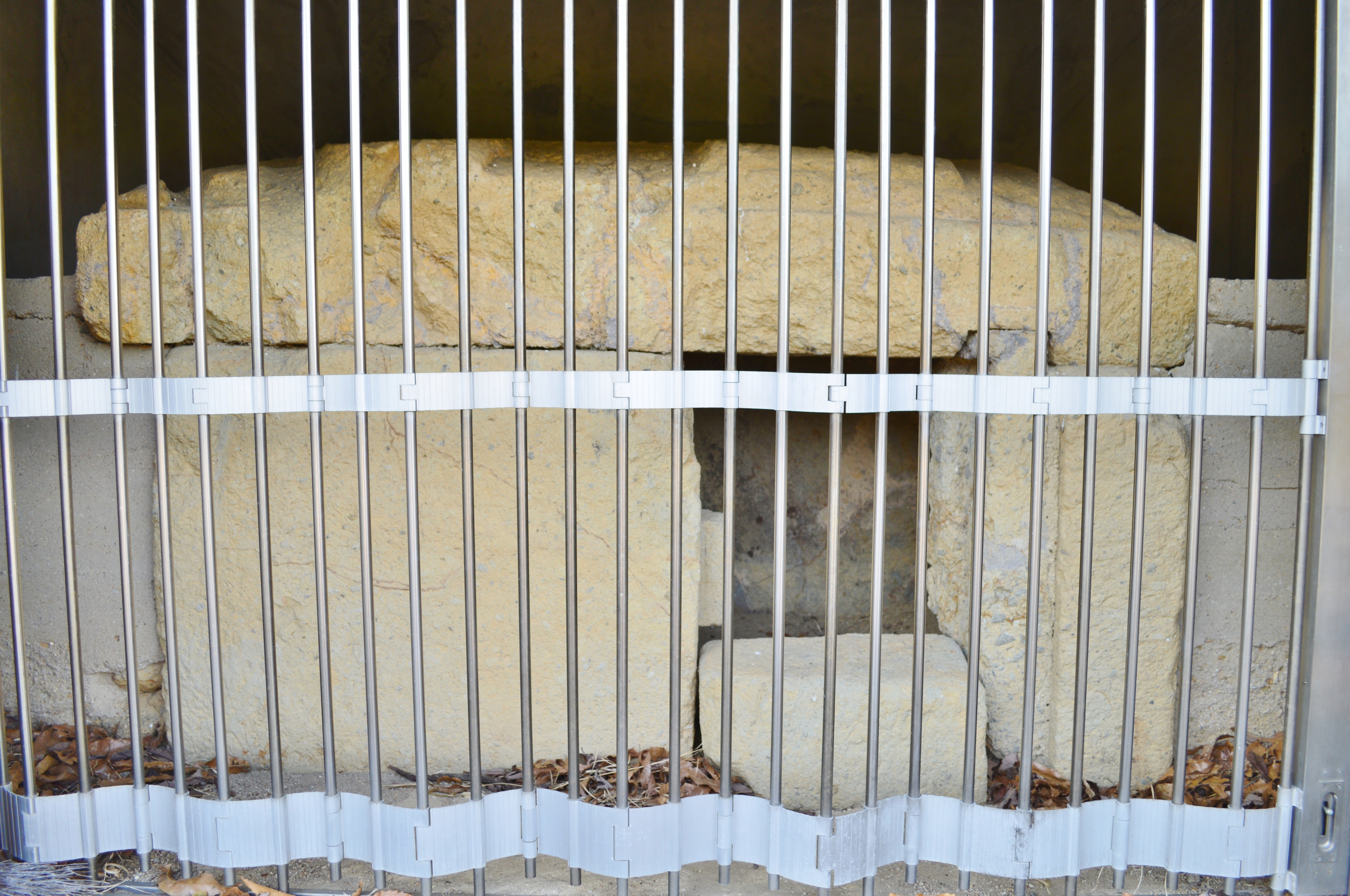
横口式石槨

## 被葬者

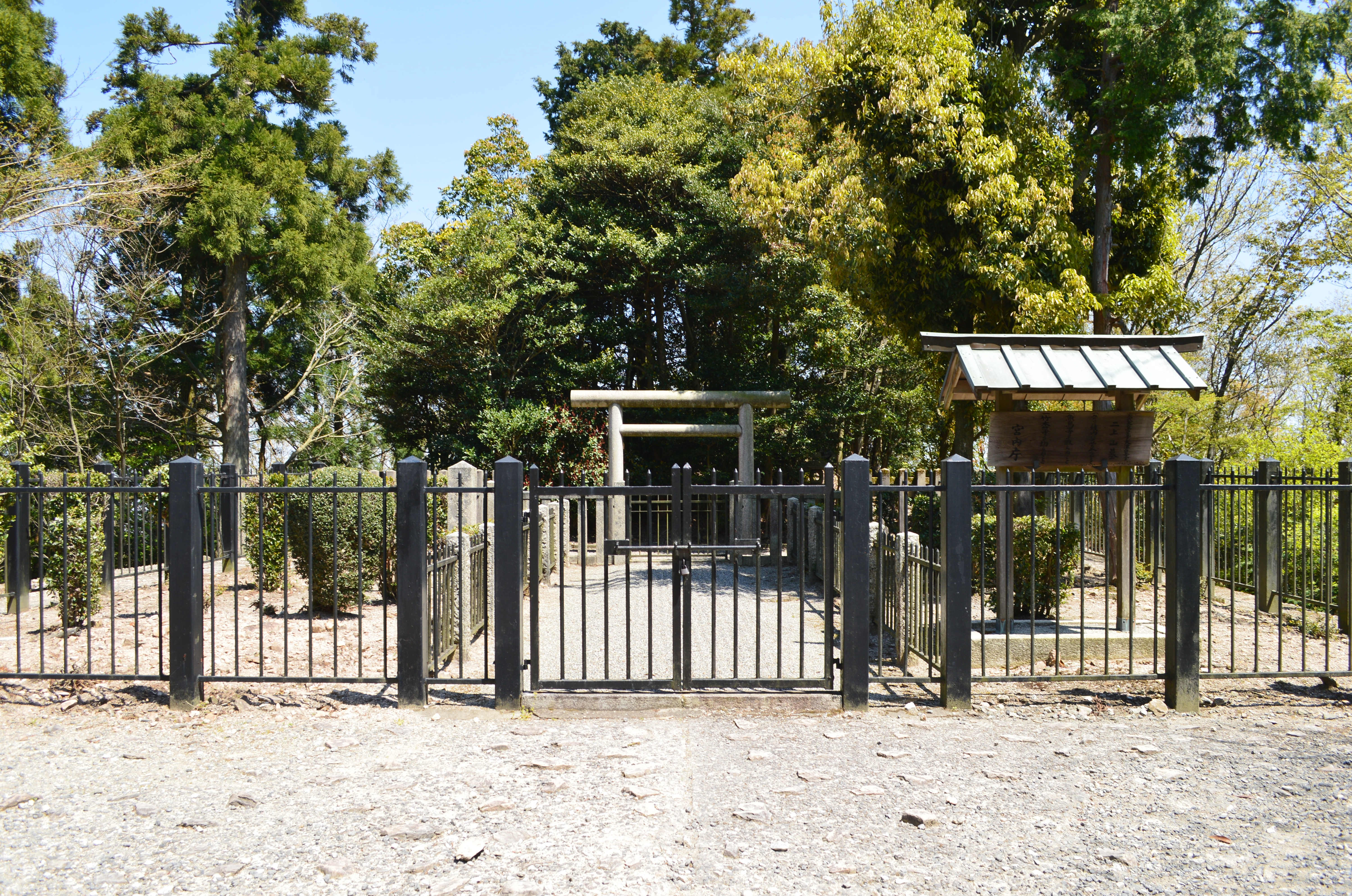
二上山山頂の大津皇子治定墓

鳥谷口古墳の実際の被葬者は明らかでないが、大津皇子（おおつのみこ）に比定する説が知られる。大津皇子は第40代天武天皇の第三皇子で、朱鳥元年（686年）9月の天武天皇の崩御後、10月に謀反を企てたとして自刃した人物である。
大津皇子の墓について、『万葉集』では大来皇女（初代斎王）が弟の大津皇子のために詠んだ歌として、
| 「                   | 大津皇子の屍を葛城の二上山に移し葬る時に、大来皇女の哀傷して作らす歌二首 うつそみの 人なる我（あれ）や 明日よりは 二上山を 弟（いろせ）と我（あ）が見む （二首目略） | 」 |
| —『万葉集』巻2 165番 | |    |

と見え、大津皇子の屍は二上山に改葬されたことが知られる。初葬地に関しては所伝がないが、改葬地に関しては『大和志』では「在二上山二上神社東」とするほか、現在も宮内庁では二上山雄岳山頂に治定している。これに対して、当該時期の古墳が高山の山頂に築造されることはない点、付近に当該時期の終末期古墳は本古墳以外に見られない点などから、二上山山麓に位置する本古墳を真墓に比定する説が挙げられている。大津皇子の真墓に比定する説では、所在地の「染野」が貴人の土地を意味する「標野」に由来すると考えられる点、本古墳の石槨が内法長150センチメートルと小さく改葬墓と考えられる点も合わせて根拠として指摘される。

## 文化財

### 奈良県指定文化財
- 史跡
  - 鳥谷口古墳 - 1987年（昭和62年）3月10日指定[5]。

## 関連施設
- 奈良県立橿原考古学研究所附属博物館（橿原市畝傍町） - 鳥谷口古墳の出土品等を保管・展示。

## 関連文献
（記事執筆に使用していない関連文献）
- 『鳥谷口古墳 -奈良県北葛城郡当麻町染野所在の終末期古墳-（奈良県文化財調査報告書 第67集）』奈良県立橿原考古学研究所、1994年。